# Пошехонская провинция
Пошехо́нская прови́нция — одна из провинций Российской империи. Центр — село Пертома (Пошехонский уезд).
Пошехонская провинция была образована в составе Санкт-Петербургской губернии по указу Петра I «Об устройстве губерний и об определении в оныя правителей» в 1719 году. В состав провинции были включены село Пертома (Пошехонье) и город Романов. По ревизии 1710 года в провинции насчитывалось 16 тыс. крестьянских дворов.
В 1727 году Пошехонская провинция отошла к Московской губернии и была упразднена.